# Classes de chemins de fer en Amérique du Nord
Les chemins de fer d’Amérique du Nord (États-Unis, Canada, Mexique) sont classés par l'Association of American Railroads (AAR) en trois classes en fonction de leur chiffre d’affaires annuel. 
La classe I correspond en 2019 à un chiffre d’affaires au moins égal à 504 803 294 dollars américains, la classe II à un chiffre d'affaires entre 40 384 263 dollars et 504 803 294 dollars et la classe III pour un chiffre d'affaires inférieur à 40 384 263 dollars. Ce montant change chaque année au fil de l’inflation.

## Liste des chemins de fer de classeI

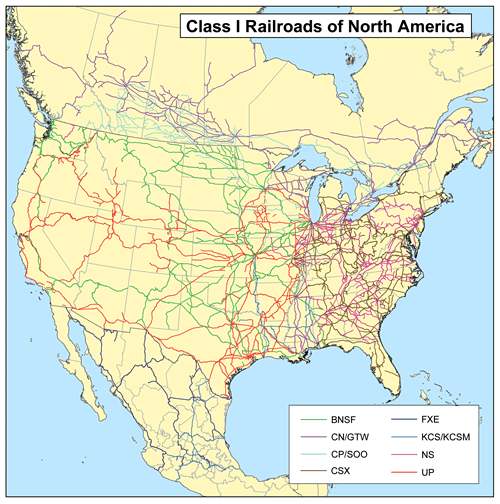
Tracé des principales compagnies de classe.

Les compagnies de classe 1 sont les suivantes :
- Amtrak, compagnie de transport de voyageurs aux États-Unis ;
- Burlington Northern and Santa Fe Railway (BNSF) ;
- Canadien National (CN) ;
- Canadien Pacifique Kansas City (CPKC) ;
- CSX Transportation ;
- Ferromex ;
- Grand Trunk Corporation (GTC) ;

- Norfolk Southern (NS) ;
- Union Pacific (UP) ;

## Quelques chemins de fer de classeIIen service
- Alaska Railroad
- Florida East Coast Railway
- Iowa Interstate Railroad
- Montana Rail Link
- Texas Mexican Railway